# Knut Skinnarland

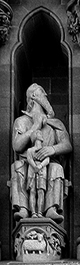
Abraham og Isak (Abraham e Isaac).

Knut Skinnarland (n. en Rauland en la provincia de Telemark el 15 de enero de 1909 - f. en 1993) fue un escultor noruego.

## Biografía
Nació en una familia de artesanos. Fue bachiller de la Escuela de Arte y Artesanías de Oslo. Estudió en Academia Estatal de Arte de Noruega, fue alumno en la Real Academia de Arte Danesa, en Copenhague, y en la Académie Colarossi, en París.
Desde 1948 participó en la restauración de la Catedral de Nidaros, en Trondheim, donde diseñó varias esculturas de la fachada occidental hasta la década de 1960.
Es también conocido por sus esculturas de pescadores en Ålesund y en Akureyri, Islandia, así como por las estatuas del célebre poeta noruego Aasmund Olavsson Vinje y del esquiador noruego-norteamericano Sondre Nordheim, esta última con dos réplicas, una en Noruega y otra en el estado de Dakota del Norte en los Estados Unidos.
En 1988 fue condecorado por el rey Olaf V por su contribución a la cultura noruega. También le fue concedido el Premio Cultural de la provincia de Telemark.
En Vinje, actual Rauland, se puede visitar la Colección Knut Skinnarlnad, parte del Museo de Telemark, con más de cien copias de su obra.